# Sven Dodlek
Sven Dodlek, slovensko-hrvaški nogometaš, * 28. september 1995, Maribor, Slovenija.
Kariero je začel pri Mariboru, za katerega je odigral eno tekmo v prvem moštvu. V sezoni 2016/17 je igral za Rudar, od sezone 2017/18 pa za Ankaran.